# Potomac (Illinois)
Potomac – wieś w Stanach Zjednoczonych, w stanie Illinois, w hrabstwie Vermilion.